# Koidu-Ellavere
Koidu-Ellavere – wieś w Estonii, w prowincji Järva, w gminie Koeru.